# الجذام المنتشر من لوسيو ولاتابي
الجذام المنتشر من لوسيو ولاتابي أو كما يعرف بالجذام الورمي المنتشر هو نوع سريري من مرض الجذام الورمي. تم وصفه لأول مرة من قبل العالمين لوسيو وألفرادو عام 1852 وتمت إعادة تعيينه والتعرف عليه من قبل العالم لاتابي عام 1936. ويعد المرض شائعا في المكسيك (إذ يشكل 23% من حالات الإصابة بالجذام) وفي كوستاريكا أيضا، في حين يعتبر نادرا جدا في دول أخرى.